# Clavofabellina zaninae
Clavofabellina zaninae (лат.) —  вымерший вид ракообразных из семейства Clavofabellinidae класса ракушковых. Жили во времена девонского периода.

## Этимология
Видовое название дано в честь Ирины Евгеньевны Заниной (1916—1972), изучавшей ракушковых европейской части СССР девонского и каменноугольного периодов.

## История изучения
Вид был описан Рождественской по ископаемым остаткам из девонских отложений в 1972 году. Вместе с Clavofabellina zaninae Рождественская описала Clavofabellina markowskii.

## Описание
Были мелкими малоподвижными бентосными ракообразными, жившими на поверхности грунта, что присуще всем представителям рода Clavofabellina. 